# 去敏感化 (心理学)
在心理學中，去敏感化（英語：Desensitization）是一種治療或過程，在重複接觸負面、厭惡或正面刺激後，它會減弱對負面、厭惡或正面刺激的情緒反應。 在與情緒相關的行為傾向被證明無關或不必要的情況下，當反覆喚起情緒反應時，也會發生該現象。 該過程由心理學家玛丽·琼斯開發，主要用於幫助個人擺脫恐懼症和焦慮症。 约瑟夫·沃尔普於1958年開發了一種按強度順序排列焦慮誘發刺激的層次列表的方法，它使得個人進行適應。 雖然藥物可用於患有焦慮或恐懼症等的人，但經驗證據支持該種療法治愈率高，特別是在患有抑鬱症或精神分裂症的患者中。 